# Dragan Mladenović (född 1963)

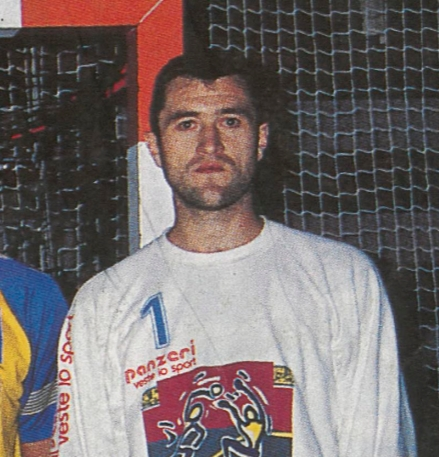
Dragan Mladenović, 1994.

Dragan Mladenović, född 18 oktober 1963 i Gjilan, SFR Jugoslavien (nuvarande Kosovo), är en före detta jugoslavisk handbollsmålvakt, sedan 1999 fransk medborgare.
Hans fru, Dženita, var professionell volleybollspelare. De flyttade till Frankrike 1992, då Mladenović kontrakterades för handbollsklubben Dunkerque HGL. Deras dotter är den professionella tennisspelaren Kristina Mladenovic (född 1993).